# アレキサンダー・シュライハー ASW 24
アレキサンダー・シュライハー ASW 24
ASW 24
- 用途：グライダー
- 設計者：ゲルハルト・ワイベル
- 製造者：アレキサンダー・シュライハー
- 初飛行：1986年12月14日
- 生産数：221機(ASW 24/ASW 24 B)+54機(ASW 24 E)
- 生産開始：1987年
- 運用状況：運用中

アレキサンダー・シュライハー ASW 24は複合素材製の高性能単座グライダーである。

## 概要
ASW 19の胴体（ASW 20でもその設計は利用された）の設計以来、胴体の形状と翼の取り付け位置に関して新たな洞察が形作られていた。その結果、完全に新たな設計でASW 24は製造された。ASW 24とASW 24 Bは1987年から1994年にかけて221が製造された。
また、アレキサンダー・シュライハーは初飛行後、自力発航型モーターグライダーASW 24 Eの製造をアナウンスし、ASW 24 Eは1988年から1993年にかけて54機が製造された。

## 派生形
ASW 24 Bは視界を広げるため最小限キャノピーの形状が変更されている。また、操縦室内の座席位置も改良された。
ASW 24 Eは自力発航型のエンジンを搭載したモーターグライダーである。ロータックス社製の単気筒エンジンは既にASH 25 Eで駆動装置として採用されていた。

## 仕様

### 概要
- 乗員:1
- スパン:15.0
- 全長:6.5m
- 全高:1.3m
- 翼面積:10m2
- アスペクト比:22.5
- 空虚重量:230kg（ASW 24 Eでは275kg）
- 最大重量:500kg
- 水バラスト:155l
- 最大翼面荷重:50.0kg/m2

ASW 24 E
- エンジン:ロータックス275
- エンジン種類:単気筒2ストローク
- 離陸推力:17.6kW（24PS）
- プロペラ直径:1.4m

### 性能
- 失速速度:65km/h（重量310kg時）
- 最小沈下:0.57m/s at 70km/h（重量310kg時）
- 最良滑空比:43.5